# Episodi di Stranger Things (seconda stagione)

Logo della seconda stagione

La seconda stagione della serie televisiva Stranger Things, distribuita con il titolo Stranger Things 2, composta da nove episodi, è stata interamente pubblicata da Netflix il 27 ottobre 2017 in tutti i paesi in cui il servizio è disponibile.
| n° | Titolo originale                   | Titolo italiano                            | Pubblicazione   |
| -- | ---------------------------------- | ------------------------------------------ | --------------- |
| 1  | Chapter One: MADMAX                | Capitolo uno: Mad Max                      | 27 ottobre 2017 |
| 2  | Chapter Two: Trick or Treat, Freak | Capitolo due: Dolcetto o scherzetto, matto | 27 ottobre 2017 |
| 3  | Chapter Three: The Pollywog        | Capitolo tre: Il girino                    | 27 ottobre 2017 |
| 4  | Chapter Four: Will the Wise        | Capitolo quattro: Will il saggio           | 27 ottobre 2017 |
| 5  | Chapter Five: Dig Dug              | Capitolo cinque: Dig Dug                   | 27 ottobre 2017 |
| 6  | Chapter Six: The Spy               | Capitolo sei: La spia                      | 27 ottobre 2017 |
| 7  | Chapter Seven: The Lost Sister     | Capitolo sette: La sorella perduta         | 27 ottobre 2017 |
| 8  | Chapter Eight: The Mind Flayer     | Capitolo otto: Il Mind Flayer              | 27 ottobre 2017 |
| 9  | Chapter Nine: The Gate             | Capitolo nove: La porta                    | 27 ottobre 2017 |

## Capitolo uno: Mad Max
- Titolo originale: Chapter One: MADMAX
- Diretto da: Duffer Brothers
- Scritto da: Duffer Brothers

### Trama
Quasi un anno dopo gli avvenimenti della prima stagione, una ragazza psichica con un tatuaggio come quello di Undici contrassegnato col numero #008 lavora come membro di una banda criminale a Pittsburgh. Intanto ad Hawkins, Mike, Will, Lucas e Dustin incontrano una ragazza nuova della loro scuola, Maxine Mayfield, soprannominata "Max", che attrae subito l'interesse di Dustin e Lucas; il fratellastro maggiore della ragazza, Billy, conosce nel frattempo Steve, mettendo subito in chiaro che intende sottrargli la leadership scolastica. Mike e Nancy stanno ancora cercando di affrontare le perdite rispettive di Undici e Barbara, mentre Will ha spesso visioni del Sottosopra, nel quale si staglia nel cielo un'enorme figura vivente simile ad un ragno. Per tale motivo Joyce e Hopper portano il ragazzino a fare visite periodiche presso l'Hawkins National Laboratory, ora gestito dal dottor Sam Owens. Quest'ultimo continua a effettuare esperimenti al portale per il Sottosopra che permane aperto nei sotterranei della struttura, cercando inoltre di contenerne l'infestazione con utilizzi mirati di lanciafiamme. Sul finire della giornata, Hopper raggiunge una casa situata in mezzo al bosco dove, a sorpresa, risiede ora assieme a Undici, ancora viva all'insaputa di tutti.

## Capitolo due: Dolcetto o scherzetto, matto
- Titolo originale: Chapter Two: Trick or Treat, Freak
- Diretto da: Duffer Brothers
- Scritto da: Duffer Brothers

### Trama
Tramite un flashback si scopre come Undici riuscì a scappare dal Sottosopra ma fu costretta a nascondersi nei boschi per sfuggire agli agenti governativi. Intanto, nel presente, ci si prepara ad Halloween. Undici desidererebbe uscire in costume per raccogliere dolci, ma Hopper la dissuade in quanto potrebbero catturarla. Lo sceriffo, intanto, indaga sul fatto che le zucche coltivate in alcuni campi fuori città marciscono misteriosamente. Nancy vorrebbe raccontare ai genitori di Barb la verità sulla morte della figlia, ma Steve teme che, in tal caso, metterebbero nei guai le loro famiglie con gli agenti governativi. Alla festa di Halloween Nancy si ubriaca e arriva a insultare il suo ragazzo, rinnegando persino il loro rapporto, chiedendo successivamente a Jonathan di riportarla a casa. Mike, Dustin, Will e Lucas, travestiti da Ghostbusters, vanno a fare dolcetto o scherzetto con Max, quando Will ha un'altra visione. Viene perciò accompagnato a casa da Mike, al quale racconta delle sue visioni prima che l'amico gli confessi che è ancora alla ricerca di Undici. Quest'ultima, nel frattempo, prova senza successo a parlargli usando i suoi poteri. Tornato a casa, Dustin trova qualcosa di insolito nel suo bidone della spazzatura.

## Capitolo tre: Il girino
- Titolo originale: Chapter Three: The Pollywog
- Diretto da: Shawn Levy
- Scritto da: Justin Doble

### Trama
In un flashback Hopper trova Undici nei boschi e rimette in sesto la baracca di suo nonno per farla vivere lì. Nel presente Bob Newby, il nuovo compagno di Joyce (impiegato presso il locale RadioShack), racconta a Will di avere avuto anche lui dei problemi di incubi da giovane e lo incoraggia ad affrontare le sue paure per scacciarle definitivamente. Nancy si separa da Steve per quanto accaduto alla festa e persuade Jonathan a farsi aiutare per raccontare ai genitori di Barb la verità sulle sorti della figlia. Hopper, intanto, chiede aiuto al dottor Owens per indagare sull'improvviso marcimento di tutte le zucche della zona. Nel frattempo, Dustin cerca di sapere di più sulla creatura simile a un girino che ha trovato nel suo bidone della spazzatura e che soprannomina D'Artagnan ("Dart") e lo mostra anche a Mike, Lucas, Will e Max. Will lo riconosce dalle sue allucinazioni, così i ragazzi concludono che l'essere deve provenire dal Sottosopra. Undici, stanca della sua prigionia, esce dalla capanna per andare a cercare Mike, e  incontra una donna che gioca con sua figlia su un'altalena. La donna domanda a Undici dove siano i suoi genitori, ma lei non risponde e le chiede dove si trovi la scuola; dopo aver dato indicazioni a Undici, la donna viene richiamata da sua figlia che indica un movimento dell'altalena anomalo, quasi governato da una forza sovrannaturale, tutto ciò è provocato da Undici che poi si dilegua. Undici si dirige a scuola, riconosce la bici di Mike, entra a scuola dove per poco non incontra Mike tra i corridoi. Mike intanto alla ricerca di Dart si dirige in palestra e nello spogliatoio quasi sicuro di averlo trovato, trova invece Max anche lei alla ricerca di Dart. I due hanno una discussione, Max chiede a Mike perché non la voglia nel gruppo, e lui le risponde che non vuole rimpiazzare Undici. Undici osserva da lontano i due ragazzi e scambia la loro conversazione per un flirt, così se ne va arrabbiata senza farsi vedere, non prima di aver fatto cadere dallo skateboard la presunta rivale con i suoi poteri telecinetici. Mike intuisce che possa trattarsi di Undici e si dirige fuori dalla palestra, ma la ragazza si è già dileguata. Intanto Joyce revisiona un filmato fatto da Will con la videocamera di Bob durante la notte di Halloween e riconosce la sagoma della creatura vista dal figlio nelle sue "allucinazioni" e nei suoi disegni. Will trova Dart nei bagni, ma in quel momento viene colto da un'altra visione, si ritrova nel Sottosopra e comincia a scappare inseguito dall'ombra che ha già visto nelle precedenti visioni. Seguendo i consigli di Bob, Will tenta di affrontare la sagoma mostruosa, gridandogli di andare via, ma questa lo avvolge e gli entra in corpo. Intanto Dustin trova Dart nel punto in cui la creatura era stata rinvenuta da Will e la nasconde sotto il suo cappello, mentendo a Lucas, Max e Mike che sono nel frattempo sopraggiunti sicuri di trovare Dart; Dustin afferma di non avere trovato Dart, ma a questo punto è Mike a chiedersi dove sia Will.

## Capitolo quattro: Will il saggio
- Titolo originale: Chapter Four: Will the Wise
- Diretto da: Shawn Levy
- Scritto da: Paul Dichter

### Trama
Joyce e i ragazzi trovano Will in una sorta di trance, dalla quale si sveglia grazie ai richiami della madre. Quest'ultima porta il figlio a casa, ma lui comincia a mostrare strani comportamenti e fare disegni apparentemente scarabocchiati. Joyce chiama Hopper e, con il suo aiuto scopre che i disegni, messi assieme, formano una sorta di reticolato intrecciato che lo sceriffo riconosce come tralci. Nancy e Jonathan vengono catturati da agenti del laboratorio sotto copertura quando tentano di contattare la madre di Barb per dirle la verità e sono poi condotti al laboratorio dove il dottor Owens mostra loro il portale per il Sottosopra; ammette che Barbara è morta a causa di quello, ma vuole impedire che gli altri governi vengano a saperlo. Quando vengono rilasciati, Nancy mostra al ragazzo di avere registrato la confessione di Owens. Lucas tenta di avvicinarsi a Max, la quale è arrabbiata per i segreti dei ragazzi, nonostante il fratello Billy la avverta di stare lontano da Lucas e da persone come lui. Dustin scopre che Dart è scappato dalla sua gabbia ed è mutato ancora: adesso sembra una versione più piccola del Demogorgone ed è diventato più aggressivo, tanto da divorare il suo gatto. Undici, in seguito a una violenta discussione con Hopper, trova dei documenti riguardo alla madre biologica, Terry Ives, e cerca di contattarla con i suoi poteri. Hopper scava in uno dei campi di zucche marcite e trova un passaggio sotterraneo per il Sottosopra.

## Capitolo cinque: Dig Dug
- Titolo originale: Chapter Five: Dig Dug
- Diretto da: Andrew Stanton
- Scritto da: Jessie Nickson-Lopez

### Trama
Hopper si blocca nel tunnel del Sottosopra e perde i sensi. Will ha una visione dello stato di Hopper, ma Joyce non riesce a capire la sua localizzazione, così si fa aiutare da Bob. Quest'ultimo identifica la rete di disegni fatti da Will come una mappa stilizzata del sottosuolo di Hawkins e capisce dove si potrebbe trovare lo sceriffo. Nancy e Jonathan si dirigono da Murray Bauman, un cospirazionista locale con un passato da giornalista (oltretutto Murray è anche assunto dai genitori di Barbara Holland per indagare sulla sua scomparsa e - per svolgere questo incarico delicato - sta dando il tormento a Hopper, insistendo con la sua teoria della cospirazione sovietica, basata principalmente sulla "fantomatica" presenza di una ragazzina russa con i capelli rasati), per farsi aiutare ad incastrare il laboratorio; Murray fa notare che la gente non crederebbe mai alla storia per com'è andata veramente e ha l'idea di modificarla per renderla più verosimile, attribuendo il decesso di Barb ad alcune tossine sfuggite dal laboratorio. Lucas, in sala giochi,  rivela a Max gli avvenimenti dell'anno prima, ma la ragazza non gli crede. Intanto Dustin intrappola Dart nel suo sotterraneo e, incontrando casualmente Steve, riesce a convincerlo a farsi aiutare: i due iniziano a stringere così un legame particolare.  Undici parte per trovare Terry Ives, in stato catatonico e curata dalla sorella. Undici riesce ad usare i suoi poteri per connettersi ai ricordi della madre: questi mostrano come, appena nata, venne sottratta da Terry per mano del dottor Martin Brenner; alcuni anni più tardi tentò di recuperarla, ma venne catturata e sottoposta a una terapia elettroshock per impedirle di creare ulteriori problemi, lasciandola nello stato catatonico del presente; inoltre, tramite questi ricordi, Undici scopre che c'era anche un'altra bambina dotata di poteri speciali utilizzata come cavia in laboratorio con lei. Joyce, Bob, Will e Mike riescono a trovare e salvare Hopper, anche se in quella zona giunge il personale del laboratorio che incendia i tunnel. La cosa colpisce duramente Will, che cade a terra in preda agli spasmi e al dolore.

## Capitolo sei: La spia
- Titolo originale: Chapter Six: The Spy
- Diretto da: Andrew Stanton
- Scritto da: Kate Trefry

### Trama
Will viene portato nel laboratorio dove dimostra di aver perso in parte la memoria, in quanto non riconosce Bob. Il dottor Owens ipotizza che il Mostro Ombra, protagonista delle visioni di Will, sia come un virus che ha colpito il ragazzo, arrivandogli al cervello: i danni inflitti ai tunnel possono essergli letali. Nancy e Jonathan passano la notte da Murray, dove ammettono finalmente i loro sentimenti reciproci. Tornati a casa di Jonathan, scoprono i disegni di Will e capiscono che è successo qualcosa. Dustin e Steve si riuniscono con Lucas e Max, creando una trappola nella discarica per intrappolare Dart. Là Max si apre con Lucas, confessando che il carattere di Billy deriva dal fatto di non aver accettato che suo padre abbia conosciuto la madre di Max. I quattro scoprono che Dart è solo uno dei numerosi giovani Demogorgoni in circolazione, i quali attaccano i ragazzi finché non se ne vanno come richiamati da qualcosa. Nel laboratorio i dottori cominciano a pensare di bruciare ugualmente i tunnel, anche se questo porterà alla morte di Will. Improvvisamente quest'ultimo identifica un punto sulla mappa che i mostri non vogliono che venga visitato. Owens invia una squadra per indagare, ma la cosa si rivela una trappola: Will confessa alla madre e Mike che il mostro lo ha obbligato a dire quelle cose, difatti i mostri uccidono i membri della spedizione per poi risalire dal portale del Sottosopra nei sotterranei verso il laboratorio.

## Capitolo sette: La sorella perduta
- Titolo originale: Chapter Seven: The lost sister
- Diretto da: Rebecca Thomas
- Scritto da: Justin Doble

### Trama
Undici parte per Chicago in cerca dell'altra bambina che ha visto nei ricordi di sua madre Terry. Seguendo delle tracce trova Kali, la ragazza con poteri psichici di Pittsburgh vista nella prima puntata, assieme alla sua banda. Le due si riconciliano e Kali le mostra il suo potere, ovvero quello di far vedere alle altre persone ciò che lei vuole che vedano. Inoltre racconta a Undici che, con l'aiuto della sua banda, sta rintracciando gli ex scienziati del laboratorio di Hawkins, per poter vendicarsi sugli abusi passati. Kali aiuta Undici a migliorare i propri poteri, poi la ragazza segue il gruppo all'attacco di Ray, il tecnico che eseguì l'elettroterapia su Terry, il quale cerca di dire alle ragazze che il dottor Brenner è ancora vivo. Kali incita Undici ad ucciderlo, ma lei si rifiuta quando scopre che ha due figlie. Tornati alla base della banda, Kali insiste con la sorella sul fatto di vendicarsi sulle persone che hanno rovinato la vita a sua madre, oppure andarsene. Undici ha una visione di Mike e Hopper in pericolo nel laboratorio e decide di tornare a casa a salvare gli amici, mentre Kali e il resto della banda fuggono dalla polizia.

## Capitolo otto: Il Mind Flayer
- Titolo originale: Chapter Eight: The Mind Flayer
- Diretto da: Duffer Brothers
- Scritto da: Duffer Brothers

### Trama
Il branco di mostri risalito dal portale del Sottosopra attacca il laboratorio, uccidendo molte persone. Mike convince Joyce a sedare Will, affinché il mostro che l'ha infettato non possa aizzare le creature contro di loro. Mike, Will, Joyce, Bob, Hopper e Owens sono intrappolati nella stanza di sicurezza del laboratorio e, quando va via la corrente, Bob si offre di andare a ripristinare gli interruttori per permettere agli altri di scappare. Owens rimane indietro per guidarlo tramite un walkie talkie, mentre Joyce, Hopper, Mike e Will riescono a fuggire; Bob, invece, viene ucciso brutalmente dai mostri poco prima di arrivare all'uscita. I superstiti si riuniscono con Nancy, Jonathan, Dustin, Steve, Lucas e Max, giunti al laboratorio perché attirati dai suoni sospetti. Mike, Dustin e Lucas associano il Mostro d'Ombra al Mind Flayer di D&D, un mostro alieno che sottomette le altre razze controllando le loro menti, come il mostro d'ombra sta controllando Will e il branco: se lo uccidono, probabilmente l'influenza su questi ultimi finirà. Portano così Will in una baracca, affinché non possa riconoscere e localizzare il posto; Jonathan, Joyce e Mike riescono a far tornare in sé Will che, tramite il codice Morse, lascia loro il messaggio "CHIUDETE LA PORTA". Improvvisamente, però, il telefono di casa squilla, così Will riconosce il posto. Vengono così intrappolati in casa dal branco, ma improvvisamente i mostri paiono allontanarsi, mentre uno di loro viene ucciso, scagliato improvvisamente nell'abitazione. Subito dopo, Undici si presenta alla porta.

## Capitolo nove: La porta
- Titolo originale: Chapter Nine: The Gate
- Diretto da: Duffer Brothers
- Scritto da: Duffer Brothers

### Trama
Undici si riconcilia con Mike e gli amici, poi inizia ad elaborare un piano per chiudere il passaggio per il Sottosopra. Hopper e Undici vanno verso il laboratorio per chiudere il portale, mentre Nancy, Jonathan e Joyce fanno uscire da Will il corpo estraneo, legando il ragazzo in una stanza molto calda. Mike, Dustin, Lucas e Max vogliono entrare nelle gallerie del Sottosopra per allontanare i mostri dal laboratorio e incendiare tutto, ma Steve si rifiuta. Frattanto, Billy scopre dove si trova la sorella minore (dato che il padre violento l'ha obbligato a cercarla) e, giunto sul posto, inizia a mettere le mani addosso a Lucas, per poi picchiarsi con Steve. Riuscendo per la prima volta a contrastare il fratello, Max lo minaccia e gli intima di lasciar stare lei e i suoi amici. Successivamente, i ragazzi entrano nel tunnel e mettono in atto il loro piano; ad un tratto si presenta davanti a loro Dart, ma Dustin riesce a tenerlo a bada abbastanza a lungo per far scappare tutti. Undici scatena la sua rabbia e riesce a chiudere con successo il portale pochi istanti prima che l'immenso mostro ombra conosciuto come Mind Flayer possa oltrepassarlo. 
Un mese dopo, il laboratorio è stato chiuso per la registrazione fatta trapelare da Jonathan e Nancy; Barb, avuta giustizia, riceve il suo funerale e Owens consegna a Hopper un certificato di nascita per Undici. Al ballo scolastico invernale, Lucas e Max, Mike e Undici si baciano, Dustin balla con Nancy dopo essere stato rifiutato dalle studentesse che restano scioccate, Hopper consola Joyce per la morte di Bob, Jonathan e Nancy continuano a stare insieme e Will pare essersi ripreso. Tuttavia, nessuno sa che, nel Sottosopra, il mostro ombra è ancora vivo e si erge imponente sulla scuola.